# Super Formula Lights
La Super Formula Lights (スーパーフォーミュラライツ, Sūpāfōmyuraraitu) è un campionato automobilistico nazionale che si svolge in Giappone. Si tratta di una formula propedeutica della Super Formula, massima serie giapponese. La Super Formula Lights sostituisce nel 2020 la Formula 3 giapponese, campionato attivo per 41 anni, dal 1979 al 2019.  

## Aspetti tecnici
- Telaio:
Dallara continua ad essere l'unico costruttore di telai per il Campionato, con la Dallara 320 condivisa con Euroformula Open. Il nuovo telaio presenta un'aerodinamica rinnovata e un dispositivo antintrusione Halo.
- Motore:
Nella prima stagione (2020) i motori forniti sono, Toyota-TOM'S, Mugen-Honda, Toda Racing e dalla ThreeBond (Nissan). Dal 2022 rimangono a disposizione solo i motori Toyota-TOM'S e Toda Racing ed si aggiunge il costruttore tedesco Spiess Tuning.
- Gomme:
.Yokohama rimarrebbe come unico partner di pneumatici per la serie che è stata coinvolta dalla stagione 2011, quanto ancora si chiamava F3 giapponese

## Albo d'oro
| Anno | Campione      | Secondo         | Terzo         | Team              | Classe Masters          |
| ---- | ------------- | --------------- | ------------- | ----------------- | ----------------------- |
| 2020 | Ritomo Miyata | Sena Sakaguchi  | Kazuto Kotaka | TOM'S             | Ryuji Kumita ('Dragon') |
| 2021 | Teppei Natori | Giuliano Alesi  | Ren Sato      | TOM'S             | Nobuhiro Imada          |
| 2022 | Kazuto Kotaka | Kakunoshin Ohta | Iori Kimura   | TOM'S             | Nobuhiro Imada          |
| 2023 | Iori Kimura   | Hibiki Taira    | Syun Koide    | B-Max Racing Team | Nobuhiro Imada          |